# Hyporhamphus meeki
Hyporhamphus meeki är en fiskart som beskrevs av Banford och Collette, 1993. Hyporhamphus meeki ingår i släktet Hyporhamphus och familjen Hemiramphidae. Inga underarter finns listade i Catalogue of Life.